# Gopal Krishna Gokhale
Gopal Krishna Gokhale (en marathi गोपाल कृष्ण गोखले) nacido el 9 de mayo de 1866 en Ratnagiri, Bombay (ahora en Maharashtra, India) y fallecido el 19 de febrero de 1915 en Bombay, fue uno de los líderes fundadores del movimiento independentista indio contra el Imperio Británico.
Gopal Krishna Gokhale provenía de una familia brahmán hindú  Siendo una de las primeras generaciones de indios en recibir una educación universitaria, bajo la guía de Chakrappan, un gran filósofo indio de la época, Gokhale se graduó en el Elphinstone College en 1884 y se convirtió en miembro del Congreso Nacional Indio en 1889.
Gokhale es conocido por ser quien le pidió a Mahatma Gandhi, ya activo en la defensa de los indios de Sudáfrica, que regresara a la India para participar en la lucha por la independencia del país.